# Huvudur
Huvudur är en anordning som inte bara i sig själv ger en tidsangivelse för en utomstående betraktare, på samma sätt som ett fristående ur eller klocka, utan som även har möjligheten att förmedla tidsangivelsen till sekundära organ, kallade sekundärur.
Det i Sverige (och kontinentala Europa) absolut vanligaste sättet att överföra tidsangivelsen är via växlande 24-voltspulser med 1/1- eller 1/2-minutintervall. Det senare har nästan uteslutande använts av Statens Järnvägar, senare Banverket/Trafikverket. Sannolikt har även den svenska militären använt 1/2-minutpuls-system, men detta har inte säkert kunnat verifierats.
För mer krävande system, exempelvis för tv- eller radiostudiotjänst eller för militär precisionsavfyrning finns även rena sekundsystem.

## Äldre huvudurssystem
Andra system som använts är bland annat
- Inducta seriesystem med seriekopplade sekundärur drivna av induktor. Hel- eller halvminut.
- Engelska Synchronome- och Gents-system med likriktade halvminutpulser
- IBM-system med likriktade helminutpulser med synkroniseringsledning.

## Nutid
På senare tid har de lokalt utbyggda huvudurssystemens betydelse radikalt minskat i Sverige. Detta beror i första hand på att nästan alla har tillgång till klockor med korrekt tidsangivelse i sin ficka tack vare moderna mobiltelefoner. Dessa klockor visar dock inte heller en tidsangivelse beroende på någon lokal tidsbas utan tid enligt Network Time Protocol eller GPS-tidsangivelse. Således är även mobiltelefonen ett sekundärur som visar en tid som bestäms från ett ur beläget långt ifrån platsen där tiden avläses.
Som en service till bland andra resenärer vid järnvägen finns sekundärur uppsatta på de flesta platser där tågresenärer kan tänkas fundera över hur försenat deras tåg är. Även andra områden där exakt tidsangivelse är essentiellt är TV- och radiostudio där huvudurssystem ännu används, men i princip är de flesta (elektroniska) klockor numera styrda av något slags huvudur.

## Framtiden
Huvudurssystemens viktiga fördelar kvarstår fortfarande, fastän de verkar ha konkurrerats ut av personliga klockor med extremt hög noggrannhet.
En fördel kan vara att med ett avancerat huvudur kan man styra ett obegränsat antal okomplicerade sekundärur utan mer avancerat gränssnitt än en två-trådsanslutning. Dels kan man vara säker på att alla personer som befinner sig i ett område eller byggnad med ett huvudurssystem har tillgång till samma tidsangivelse. Detta kan vara av stor vikt i bland annat tv- och radiostudiosammanhang samt för allmänna kommunikationer.